# Houskový knedlík
Houskový knedlík je druh knedlíku, který se stal jedním z typických pokrmů české národní kuchyně.

## Historie
První zmínka o houskovém knedlíku pochází ze 7. století. Ve středověku byly houskové knedlíky pokrmem bohatých i chudých lidí. V 19. století, kdy se začala formovat česká národní kuchyně, se český houskový knedlík stal fenoménem, protože se dělal jinak, než obdobné knedlíky rakouské či německé. K jeho zdokonalení došlo za první republiky, k českému houskovému knedlíku se ujaly speciality, jako svíčková na smetaně, vepřová s knedlíkem a zelím, guláše, dušená masa, roštěnky, hovězí pečeně a křenová, koprová, rajská, pažitková či šípková omáčka. Český houskový knedlík ovlivnila např. Magdalena Dobromila Rettigová (1845) či Marie Janků-Sandtnerová (1924).

## Zhotovení knedlíků

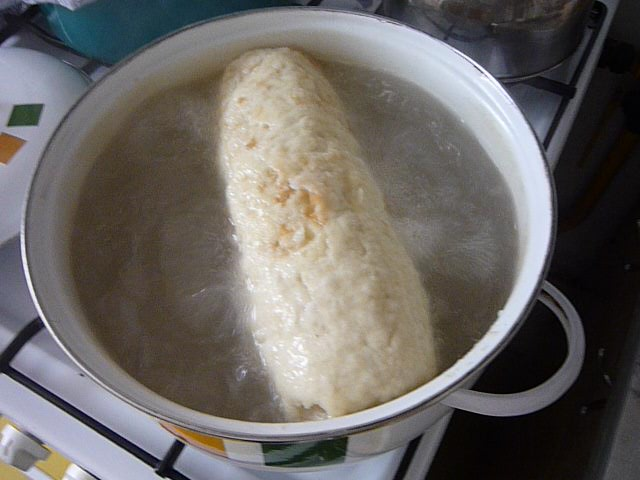
Příprava houskového knedlíku ve vroucí vodě

Ještě téměř do konce 20. století platilo, že dívka se nemá vdát dřív, než umí uvařit knedlíky. Knedlíky si připravovaly hospodyňky samy, přitom recepty byly a jsou mírně rozdílné. Základem je hrubá mouka, vlažné mléko (příp. voda), kvasnice, vejce (nebo žloutky), houska (ne čerstvá) a sůl. Někdy se přidává cukr, smetana, či v krajových úpravách další ingredience. Variantou houskového knedlíku je moravský knedlík, jehož výrobní postup je obdobný stejně, jako jeho užití, ale ve kterém nejsou nakrájeny housky. V českých domácnostech je rozšířen také recept na houskový knedlík bez kynutí a droždí.

## Kvalita knedlíků v současnosti
V současné době sahají hospodyňky zejména kvůli časové úspoře ke koupi houskových knedlíků v obchodech. Jejich kvalita však bývá velice rozdílná. Někteří výrobci kvůli požadavku na nižší cenu či z důvodu vyšších zisků spoří na kvalitě vstupních surovin, jejich výrobky obsahují jen minimum mléka a vajec, případně neobsahují žádné mléko a vejce. Nekvalitní knedlíky bývají suché, drobí se a nejsou chuťově dobré. Vodítkem kvality může být barva, knedlík s minimem vajec či bez vajec bývá světlý, protože chybějící žloutek neobarví těsto dožluta. Ale ani toto nemusí být přesné, protože někteří výrobci i některé hospodyňky přibarvují knedlíky do žluta kurkuminem. Jiní výrobci, kteří vsadili na kvalitu, vyrábí houskové knedlíky dle tradičních receptur.